# الاتحاد الدولي للاسكواش
الاتحاد الدولي للاسكواش (بالإنجليزية: World Squash Federation)‏ ويعرف بالوسف (WSF) اختصارًا هو اتحاد دولي في لعبة الاسكواش، وهو مدخل لرياضة الراح التي كانت تعرف سابقا باسم «راحات الاسكواش».
و يقع مقره قي سانت ليوناردز-أون-سي قي إنجلترا. اعتبارا من عام 2009 فقد ضم الاتحاد الدولي 147 عضوا من الاتحادات الوطنية. وقد قام الاتحاد الدولي للاسكواش بتقديم طلب لأضافة لعبة الاسكواش إلى الألعاب الأولمبية قي الألعاب الأولمبية الصيفية المقرر أقامتها قي ريو دي جانيرو عام 2016. ورئيس الاتحاد الدولي للإسكواش هو السعودي زياد التركي

## وصلات خارجية
- الموقع الرسمي للاتحاد الدولي للاسكواش